# Olše lepkavá
Olše lepkavá (Alnus glutinosa) je listnatý opadavý strom z čeledi břízovité. Dorůstá většinou do výšky zhruba 30 metrů, dožívá se obvykle zhruba 100 let, v některých případech kolem 200 let.

## Charakteristika
Koruna je vejčitě podlouhlá, u starších jedinců až jehlanovitá; ve tvorbě koruny varíruje. Plnodřevnatý kmen, dřevo sytě žlutočervené s tmavými zónami, měkké, jemně pórovité, s četnými dřeňovými paprsky. Trvanlivost dřeva pod vodou je téměř neomezená. Borka v mládí hladká, šedavá, ve stáří černohnědá, rozpraskaná na přibližně čtvercové destičky. Letorosty zelené nebo světle purpurové, s nápadnými oranžově červenými lenticelami. Má velmi přizpůsobivý srdčitý kořenový systém, ale též s 1–2 m hlubokým kořenem kůlovým. Prostřednictvím kořenových hlízek s nitrogenními bakteriemi obohacuje půdu vázaným dusíkem. U olše se neprojevuje kořenová výmladnost, zato výmladnost pařezová je velmi silná. V prvním roce rostou olše velmi pomalu, v následujících letech rychle. Dospělosti dosahuje v zápoji ve 40 letech, jako solitér ve 12–20 letech.

### Listy
Listy olše jsou střídavé, řapíkaté, široce vejčitého tvaru, 4–10 cm dlouhé, většinou s vykrojenou špičkou a klínovitou bází. Na obvodu jsou dvakrát mělce pilovité a lehce zvlněné, lysé; po obou stranách mají 5–8 párů žilek, v jejichž úžlabí se na rubu nacházejí žlutavé chomáčky chlupů. Rub listu světlejší, líc je leskle tmavozelený. Mladé lístky lepivé. Na podzim se listí nijak nezabarvuje, opadává zelené.

### Květy
Květy jsou jednodomé. Samčí a samičí jehnědy na témže letorostu,dlouze stopkaté; objevují se již v létě předcházejícího roku. Samčí květy po 2–5, nící, koncové, s fialově hnědými podpůrnými šupinami a žlutými prašnými váčky, dlouhé zhruba 7 cm. Samičí květy 1–1,5 cm dlouhé, s vystupujícími červenými bliznami. Květy rozkvétají před pučením listů. Olše kvete v březnu a dubnu; značná produkce pylu – patří mezi významné alergeny.

### Plody
Plodem olše jsou šištice, v nezralém stavu šedozelené a lepkavé, zralé tmavohnědé a dřevnaté, dlouhé 8–12 mm; zůstávají na stromě ještě dlouho po spadu semen. Semenné nažky leskle hnědé, stejnobarevné, ploché, okrouhlé až pětihranné s velice úzkými křídlatými okraji. Semeno zraje v září až říjnu, vylétává v únoru až březnu. Klíčivost je nízká, zachovává se asi 1 rok. Klíčí 4–6 týdnů po jarní setbě.

### Větvičky v zimním stavu
Pupeny spirálovitě uspořádané, stopkaté, tupé až špičatě vejčité, velmi lepkavé, fialově hnědé, lysé. Větvičky bez koncového pupenu.

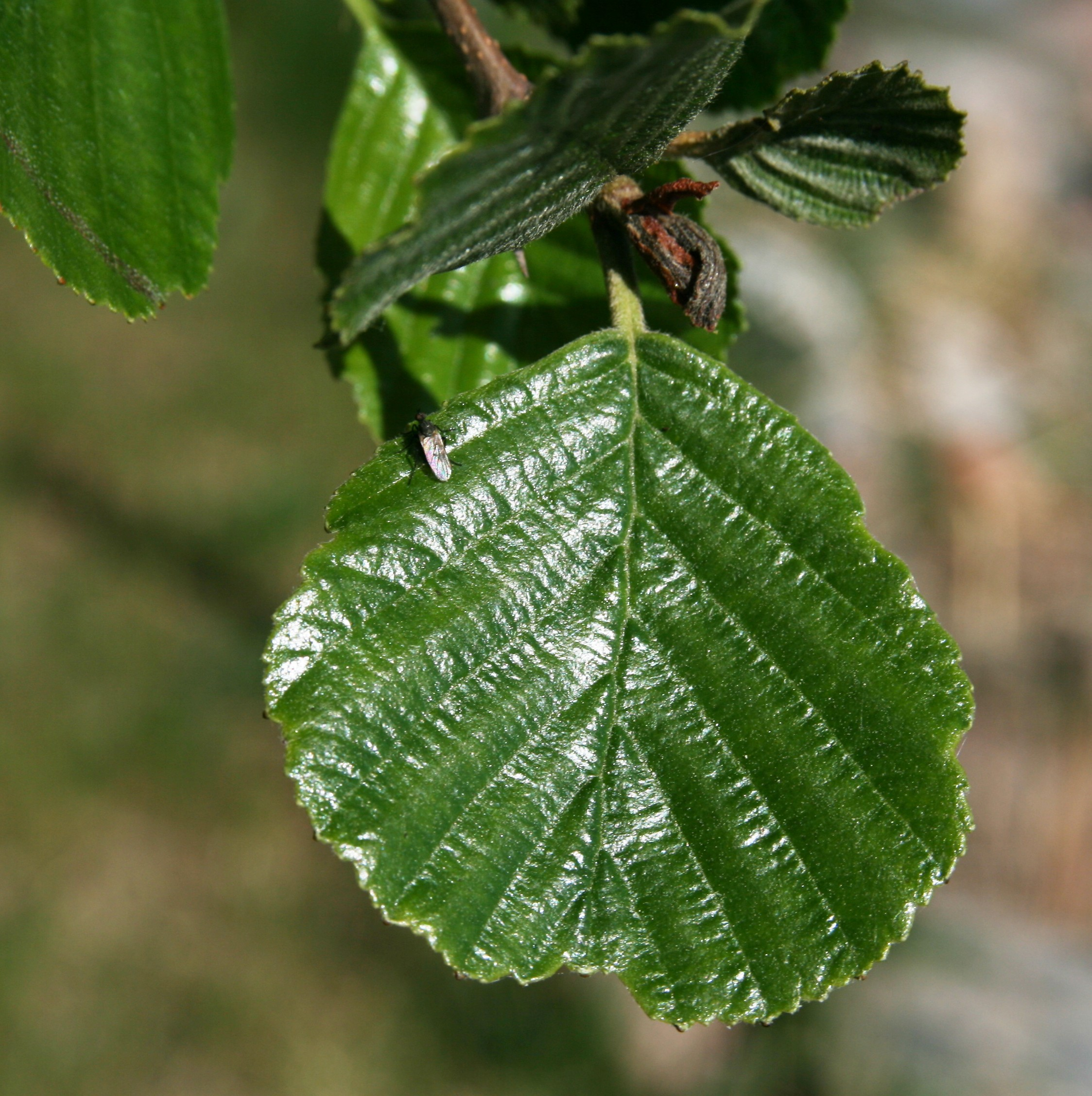
List olše lepkavé
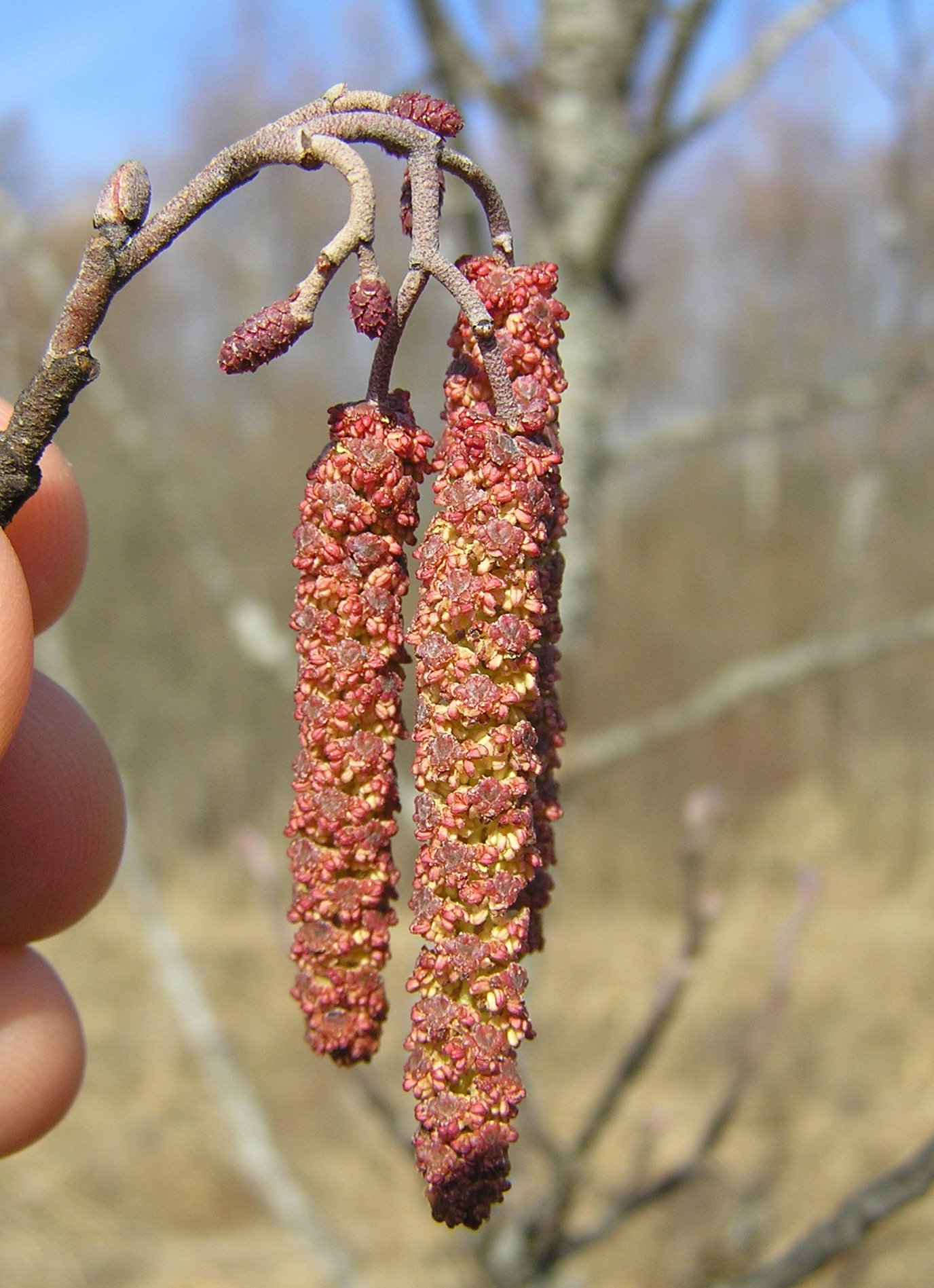
Samčí jehnědy olše lepkavé
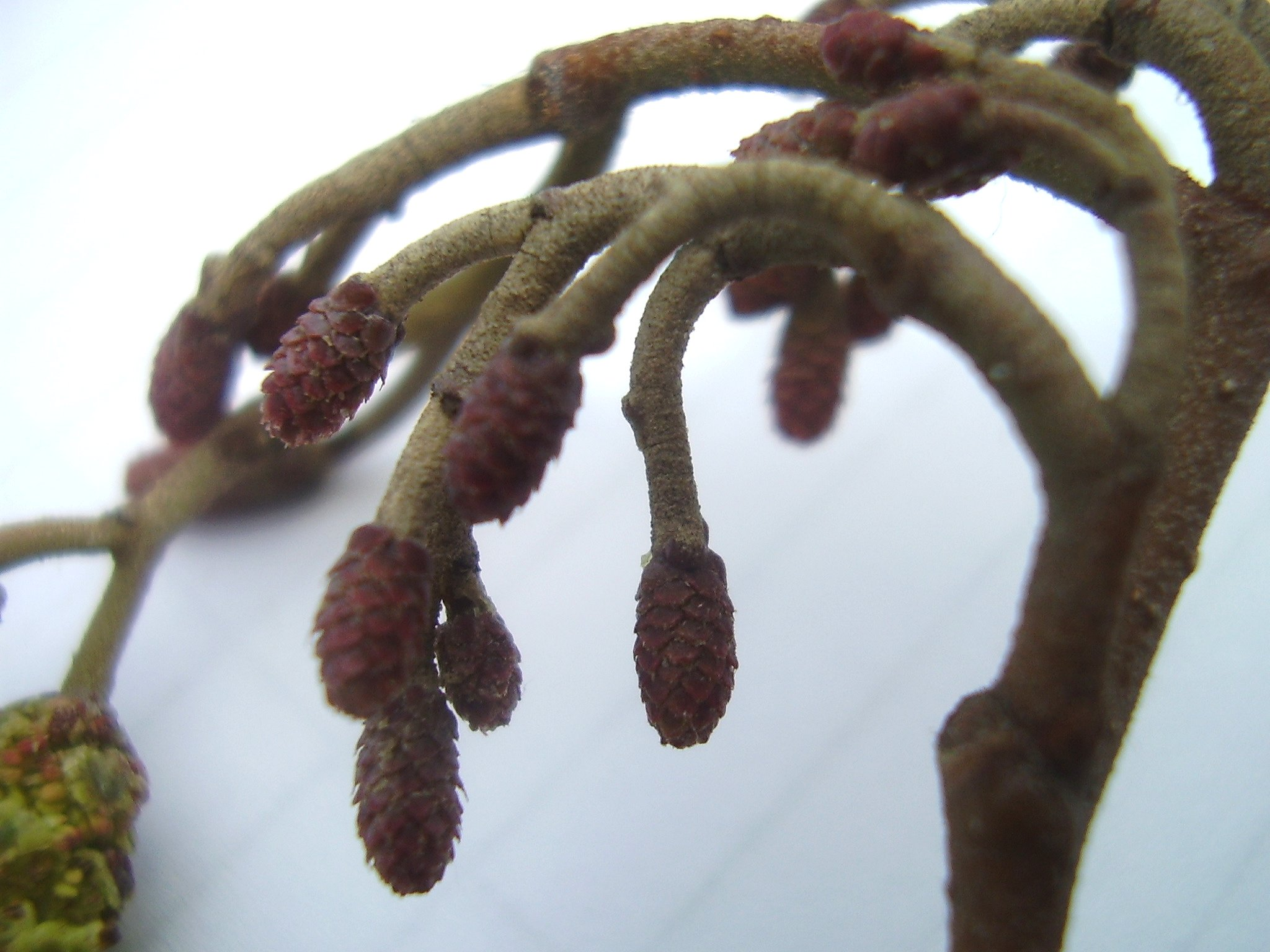
Samičí květenství olše lepkavé
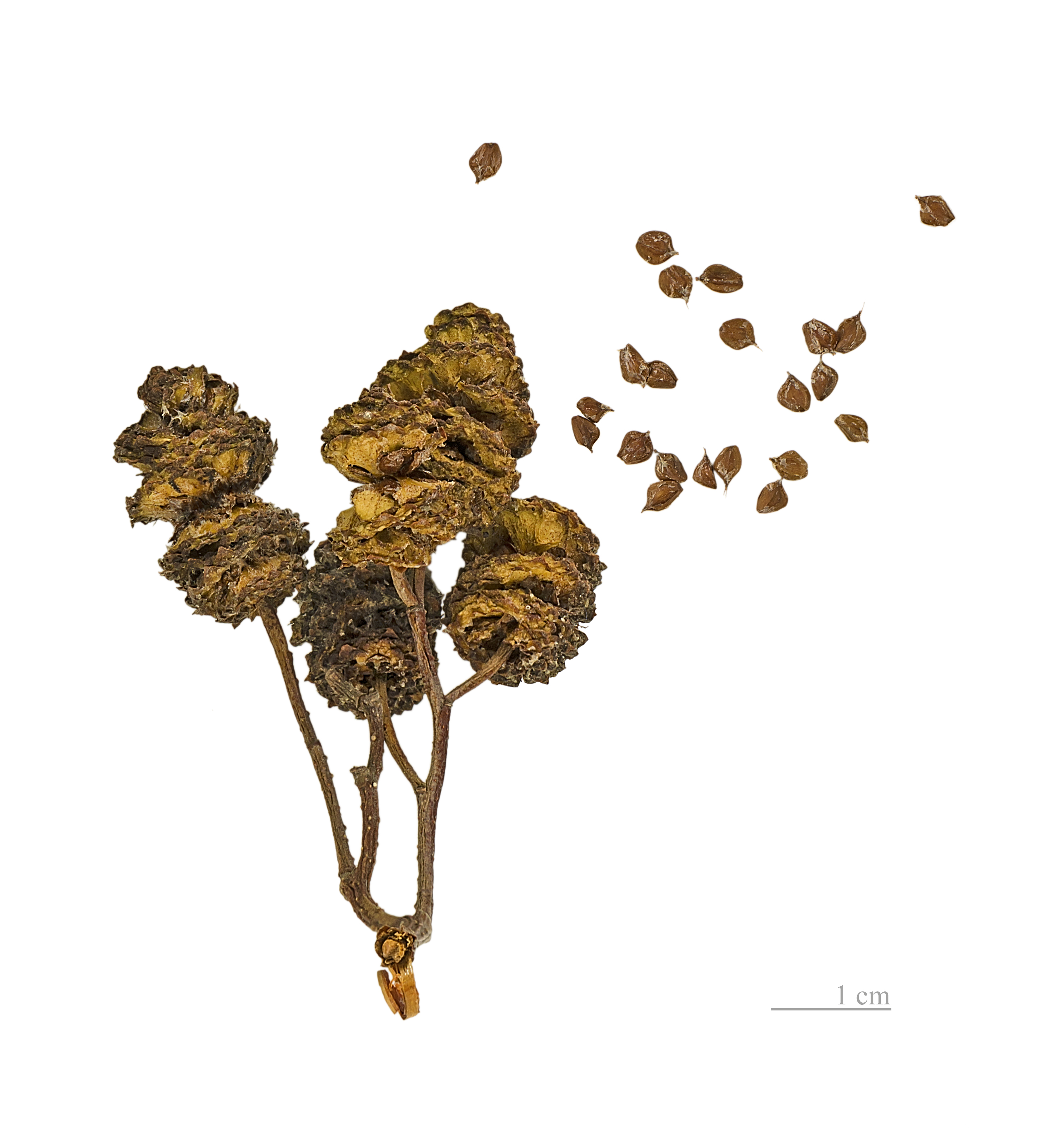
Zralé samičí jehnědy a nažky olše lepkavé
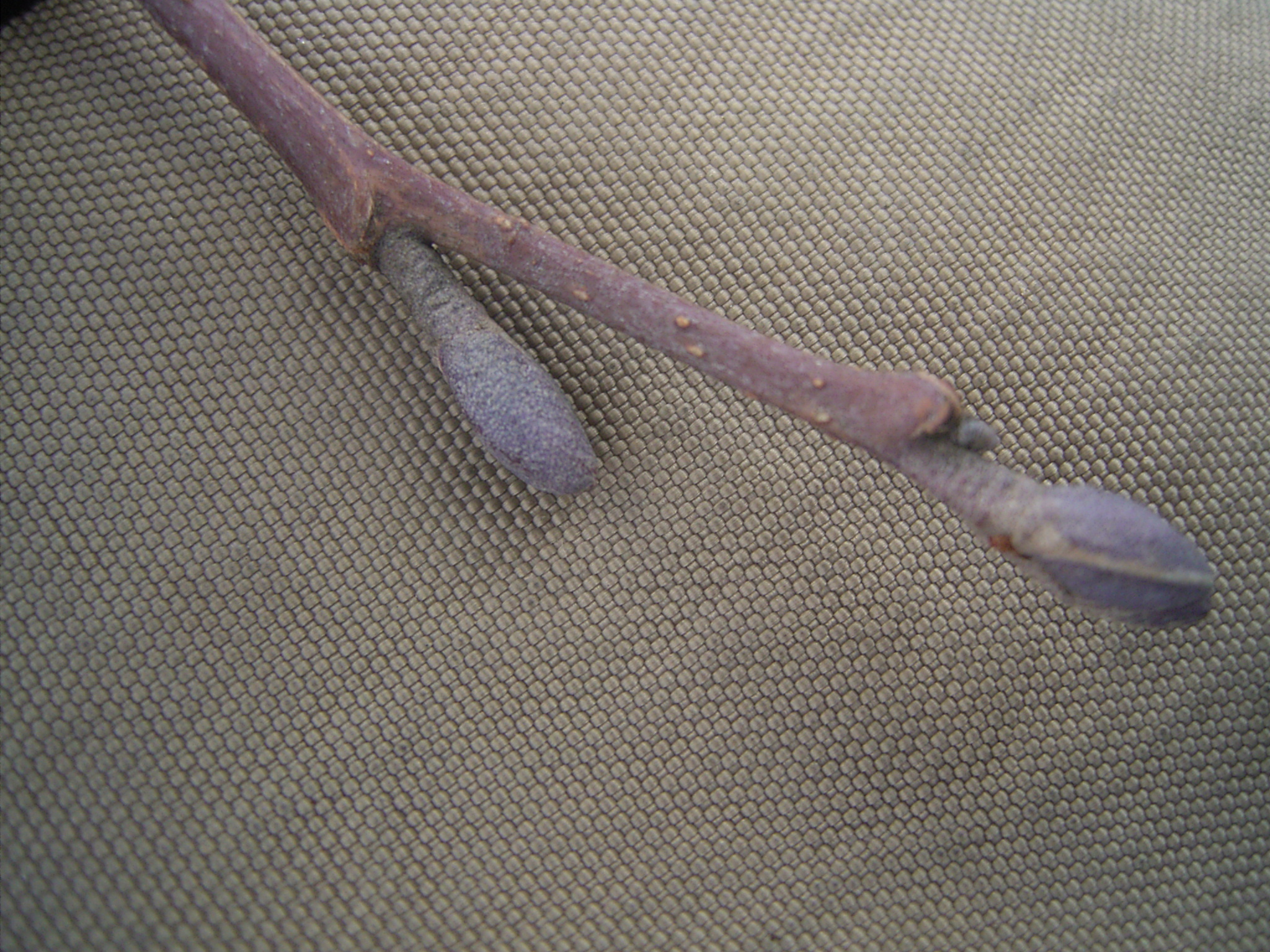
Pupeny olše lepkavé
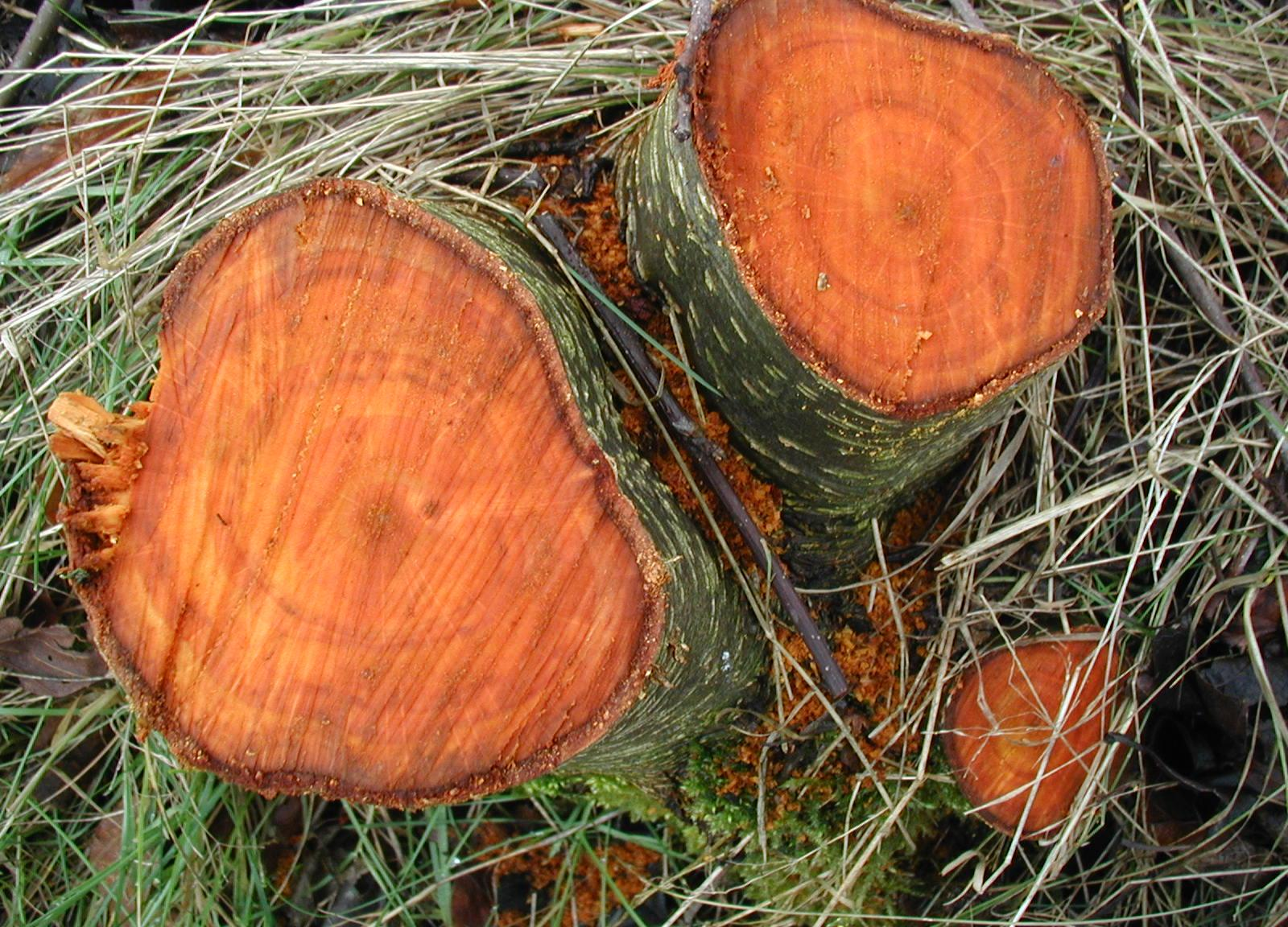
Dřevo olše lepkavé
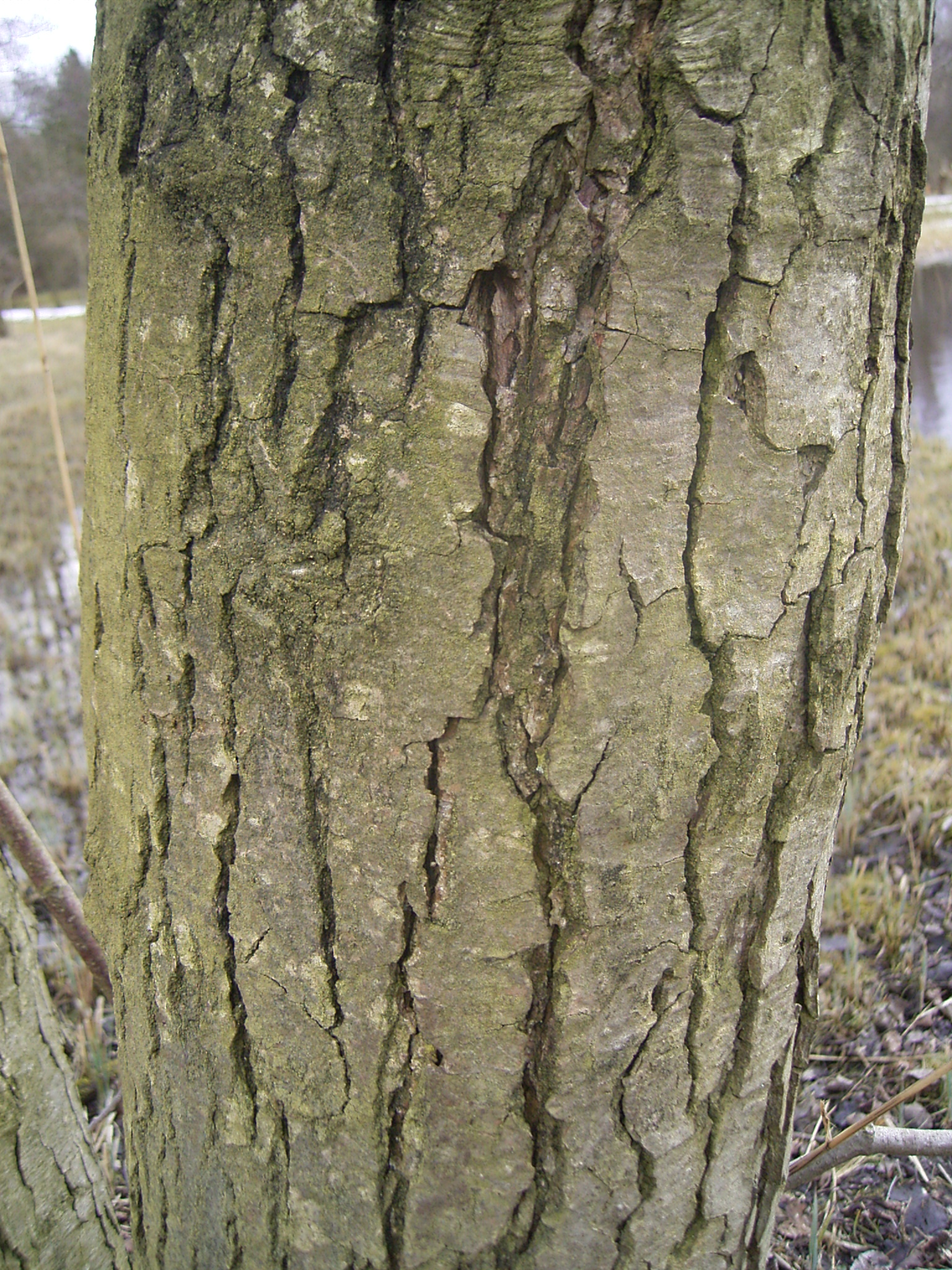
Borka olše lepkavé
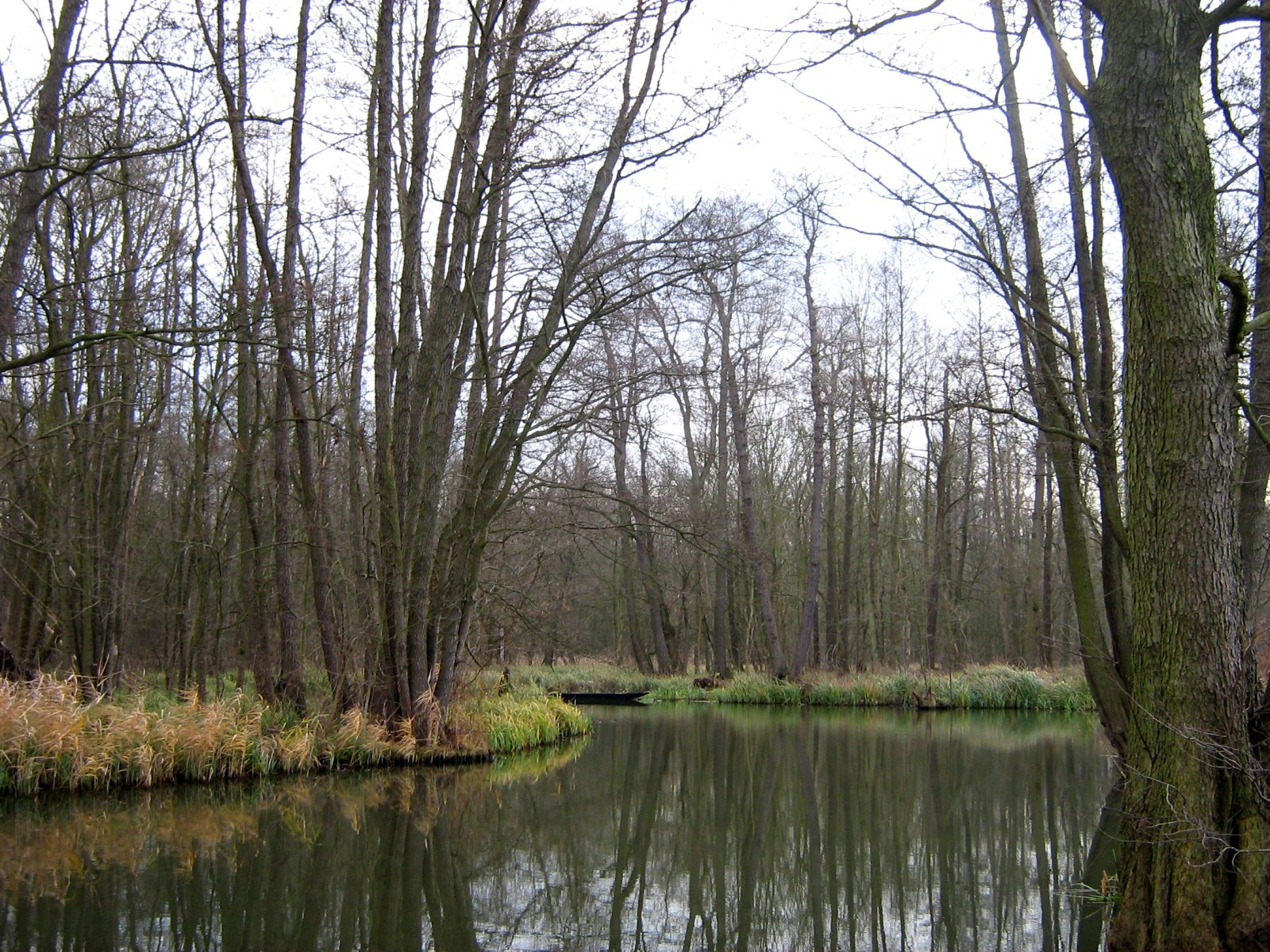
Typické stanoviště olše lepkavé

## Rozšíření
Olše lepkavá roste v téměř celé Evropě, v některých oblastech jihozápadní Asie (Turecko, Írán) a v severní Africe. Byla zavlečena i do Severní a Jižní Ameriky, Jižní Afriky a na Nový Zéland.

## Stanoviště
Pionýrská dřevina. Vyžaduje hlubokou, na minerály bohatou, trvale vlhkou půdu. Ze všech našich dřevin snáší nejvíc půdní vlhkosti. Miluje zurčící vodu, proto často roste na březích řek a potoků. V močálovitých nížinách tvoří tzv. olšiny.
Miluje světlo, je poměrně odolná vůči mrazu, vykazuje malou potřebu tepla. V mládí velmi choulostivá vůči suchu. Docela dobře snáší průmyslové znečištění.

## Možné využití
Krajinotvorná dřevina, užívá se ke zpevňování břehů potoků. Poměrně dobře snáší znečištěné ovzduší, proto se užívá k osazování průmyslových oblastí. Vysazuje se i v parcích a zahradách. Dřevo se využívá v nábytkářství a umění. V minulosti se olše užívala na stavbu mostů a splavů. Rychle roste, společně s vrbou a topolem se užívá na výrobu pilinových briket a drtí. Rovněž zkvalitňuje půdu vázaným dusíkem.
Usušené listí pomáhá při nachlazeních, průjmech a horečkách. Kůra se užívala k vyčiňování kůží. Čerstvé rozmačkané listy ulevují vředům a bolavým nohám, působí hojivě na rozpraskané bradavky kojících matek. Olšové šištice se používají k úpravě vody v akvaristice.